# Wrocław villamosvonal-hálózata
Wrocław villamosvonal-hálózata nappali vonalból áll, üzemeltetője az MPK Wrocław (Miejskie Przedsiębiorstwo Komunikacyjne Sp. z o.o. we Wrocławiu). A hálózat hossza 266 km.

## Története

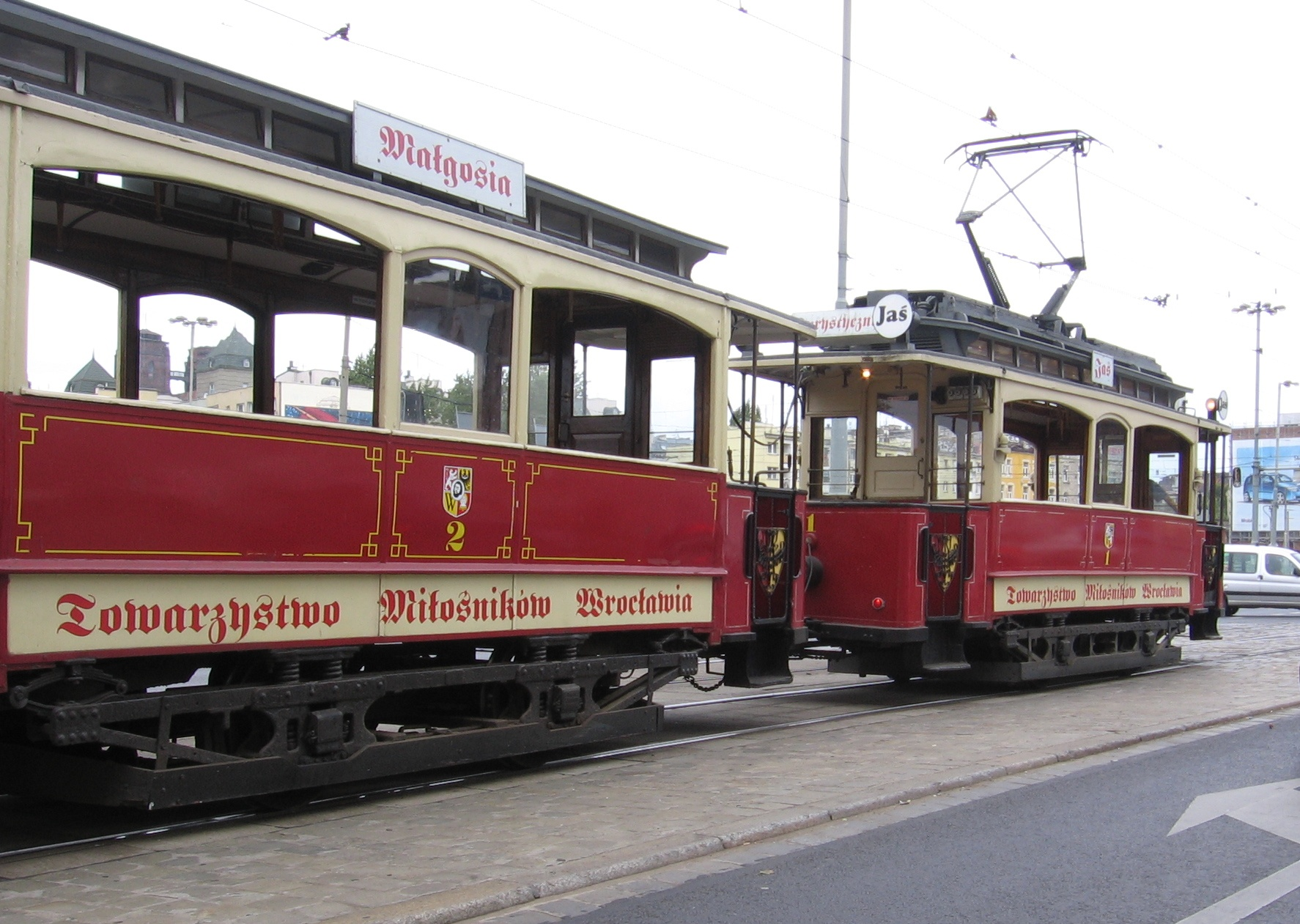
Nosztalgiavillamos 1905-ből

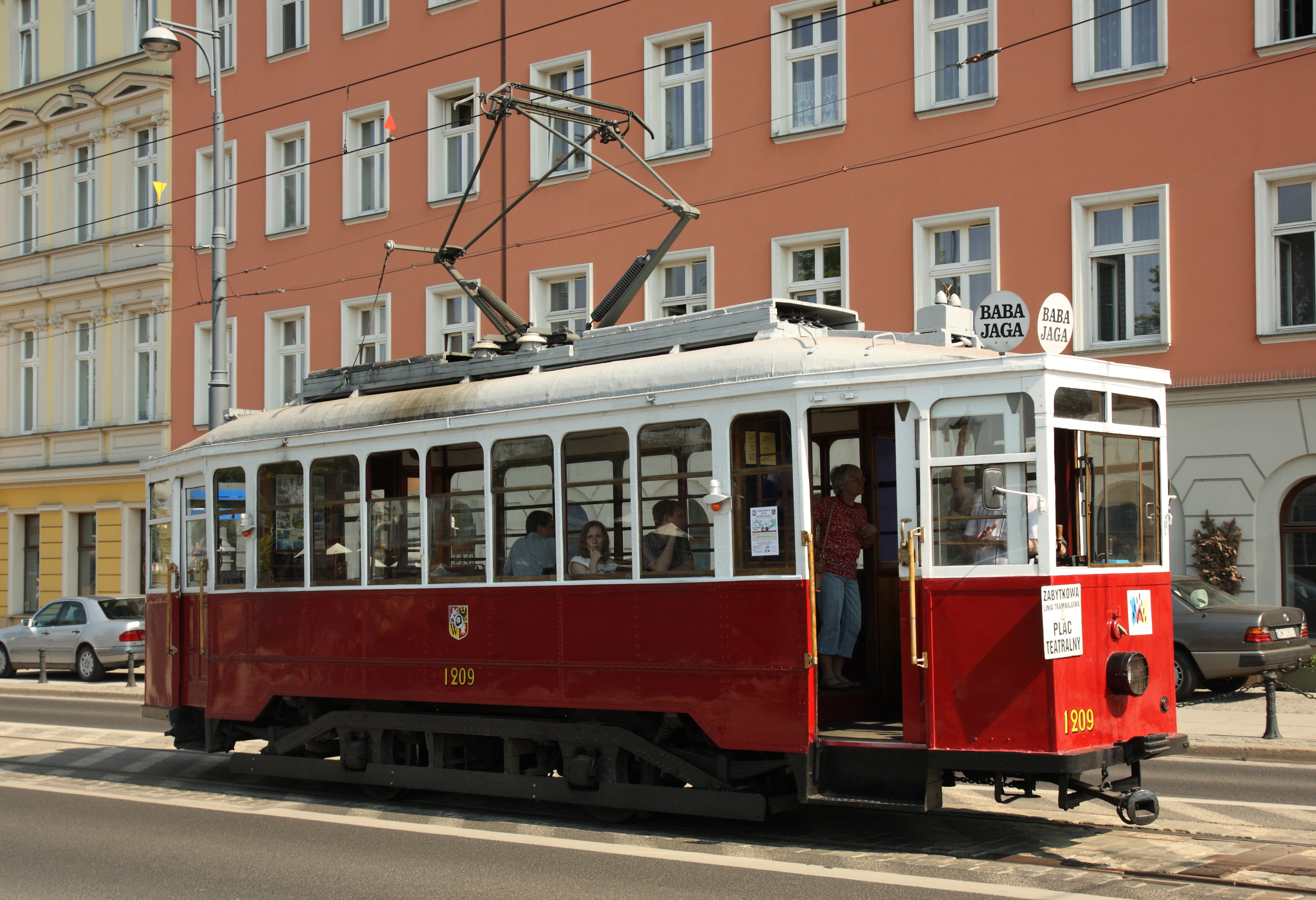
Nosztalgiavillamos

Varsó és Szczecin után harmadik lengyel városként, Wrocławban 1877. július 10-én indult el első lóvasút az állatkert környékén. A kezdeti sikerek miatt hamar bővítették a hálózatot, 1891-ben már 524 lóval és 86 vagonnal évente 8,6 millió utast szállított. A megnövekedett utasforgalom miatt 1893. július 14-én, Lengyelországban elsőként, villamosvontatású járművek is kezdtek szolgálni a városban. A lóvasút ennek ellenére csak 1906. június végén szűnt meg. A második világháború alatt kórházi villamosok is jártak, melyek betegeket szállítottak, a hálózat viszont komoly károkat szenvedett, a helyreállítás időszakában ezt úgy oldották meg, hogy ritkább követéssel, de minden kerület közvetlen villamosvonalat kapott a belvárossal. Ez a szerkezet megmaradt és azóta is sugaras jellegű a hálózat.

## Vonalak
| Vonal | Végállomás                    | Végállomás                  |
| ----- | ----------------------------- | --------------------------- |
| 0L/0P | Dworzec Nadodrze              | Dworzec Nadodrze (körjárat) |
| 1     | Poświętne                     | Biskupin                    |
| 2     | Biskupin                      | Krzyki                      |
| 3     | Leśnica                       | Księże Małe                 |
| 4     | Biskupin                      | Oporów                      |
| 5     | Oporów                        | Księże Małe                 |
| 6     | Kowale                        | Krzyki                      |
| 7     | Poświętne                     | Krzyki                      |
| 8     | Zawalna                       | Tarnogaj                    |
| 9     | Sępolno                       | Park Południowy             |
| 10    | Leśnica                       | Biskupin                    |
| 11    | Kromera                       | Grabiszyńska (Cmentarz)     |
| 14    | Osobowice                     | FAT (körjárat)              |
| 15    | Poświętne                     | Park Południowy             |
| 17    | Sępolno                       | Klecina                     |
| 20    | Leśnica                       | Oporów                      |
| 23    | Kromera                       | Wrocławski Park Przemysłowy |
| 24    | Osobowice                     | FAT                         |
| 31    | Stadion Wrocław (Królewiecka) | Gaj                         |
| 32    | Kozanów (Dokerska)            | Gaj                         |
| 33    | Pilczyce                      | Stadion Olimpijski          |

## Járművek
A városban 226 darab villamos áll rendelkezésére, ebből 91 darab alacsony padlós.
2016. április adatok szerint
| Kép                   | Típus                 | Forgalomba állás      | Leírás | Darabszám |
| --------------------- | --------------------- | --------------------- | --- | --------- |
|                       | Konstal 105Na         | 1975                  | 1975-től 1991-ig gyártotta az Alstom Konstal, csatolva is képesek közlekedni. Folyamatosan selejtezésre kerülnek. Modernizált változata a Konstal 105NWr. | 92        |
|                       | Protram 105NWr        | 2003                  | A Konstal 105Na villamosok modernizált változata 2003 óta.                                                                                                | 168       |
|                       | Protram 204 WrAs      | 2004                  | 2004-től 2008-ig gyártották. | 12        |
|                       | Protram 205 WrAs      | 2006                  | 2006-tól 2011-ig gyártották. | 26        |
|                       | Škoda 16T             | 2006                  | 2006-tól 2008-ig gyártották. | 17        |
|                       | Škoda 19T             | 2010                  | 2010-től 2011-ig gyártották. | 31        |
|                       | Pesa Twist 2010NW     | 2015                  | Az első teljesen alacsony padlós villamos a városban, 2015-ben gyártották.                                                                                | 8         |
|                       | Moderus Beta MF 19 AC | 2015                  | 2015-ben gyártották. | 9         |
| Összes darab          | Összes darab          | Összes darab          | Összes darab | 364       |
| Ebből alacsony padlós | Ebből alacsony padlós | Ebből alacsony padlós | Ebből alacsony padlós | 25%       |

## Fordítás
- Ez a szócikk részben vagy egészben  a   Trams in Wrocław című angol Wikipédia-szócikk fordításán alapul.  Az eredeti cikk szerkesztőit annak laptörténete sorolja fel. Ez a jelzés csupán a megfogalmazás eredetét és a szerzői jogokat jelzi, nem szolgál a cikkben szereplő információk forrásmegjelöléseként.
- Ez a szócikk részben vagy egészben  a   Tramwaje we Wrocławiu című lengyel Wikipédia-szócikk fordításán alapul.  Az eredeti cikk szerkesztőit annak laptörténete sorolja fel. Ez a jelzés csupán a megfogalmazás eredetét és a szerzői jogokat jelzi, nem szolgál a cikkben szereplő információk forrásmegjelöléseként.